# Клаус-Дітер Людвіґ
Клаус-Дітер Людвіґ (нім. Klaus-Dieter Ludwig, 2 січня 1943 — 18 травня 2016) — східнонімецький академічний веслувальник.
Олімпійський чемпіон 1980 року в складі вісімки, срібний призер 1972 року в складі розпашної четвірки зі стерновим.
Чемпіон світу 1966 (розпашні четвірки зі стерновим), 1975 (вісімки), 1979 (вісімки), 1981 (розпашні четвірки зі стерновим) років, срібний призер 1970 (розпашні двійки зі стерновим), 1982 (вісімки) років.
Срібний призер Чемпіонату Європи 1973 року в складі розпашної четвірки зі стерновим.
Срібний призер ігор Дружба-84 в складі вісімки.